# Kostel Reformované křesťanské církve (Kalinčiakovo)
Románský kostel v Kalinčiakově je kalvínský kostel v Kalinčiakově (dnes součást Levic). Pochází z poloviny 12. století, byl obnoven po požáru v letech 1836-1835.
Kostel od roku 1655 slouží reformované církvi. Skládá se z románské apsidy z 12. století a z podélné, rovně zastropené lodě z roku 1836. Uvnitř kostela se nachází varhany z klasicistního období a bohoslužebné nádoby ze 17. století.